# Gemeenschappelijke Woordenlijst voor Overheidsopdrachten
De Gemeenschappelijke Woordenlijst voor Overheidsopdrachten (CPV) is ontwikkeld door de Europese Unie, met als doel de gegevensinvoer bij in het Publicatieblad gepubliceerde aanbestedingen te vereenvoudigen. Dit gebeurt door gebruik te maken van één enkel classificatiesysteem (voor alle EU-lidstaten en in alle talen van de EU) voor de omschrijving van overheidsopdrachten. De CPV wordt omschreven in Verordening (EG) nr. 2195/2002 van het Europees Parlement en de Raad van 5 november 2002.

## EU Verordening
Bij de verordening wordt één enkel classificatiesysteem vastgesteld, de zogenaamde gemeenschappelijke woordenlijst voor overheidsopdrachten of Common Procurement Vocabulary. Met deze classificatie wordt getracht alle behoeften aan leveringen, werken en diensten binnen de EU te dekken. De standaardreferenties in de CPV zorgen voor een grotere transparantie van de overheidsopdrachten die onder de communautaire richtlijnen vallen.

## Opbouw van CPV
De cijfercode in de CPV is telkens verbonden met de omschrijving van het voorwerp van een opdracht en omvat:
- een basiswoordenlijst van 9.500 termen met codes die telkens uit 8 cijfers bestaan en ingedeeld zijn in afdelingen, groepen, klassen en categorieën. Een negende cijfer dient voor de verificatie van de voorgaande cijfers.
- een aanvullende woordenlijst die de beschrijving van het voorwerp van de opdracht aanvult door middel van een precieze detaillering van de aard of de bestemming van het te kopen goed.

Voorbeeld van cijfercode en term:
03115000-0 Ruw plantaardig materiaal, Raw vegetable materials, Pflanzliche Rohstoffe, enz.
De lijst van de CPV-codes en hun verbanden met andere nomenclaturen kunnen op de internetsite van SIMAP (Système d’information pour les marchés publics) worden geraadpleegd. De CPV is in niet alleen in alle afzonderlijke talen van de EU-lidstaten verkrijgbaar maar ook als verzamellijst in alle EU-talen.
Om niets aan doeltreffendheid in te boeten, houdt de CPV gelijke tred met de marktontwikkelingen. Om die reden is de structuur van de aanvullende woordenlijst radicaal gewijzigd (alsook de kenmerken van de producten en diensten die erin zijn opgenomen) zodat het aantal codes van de basiswoordenlijst beperkt kon blijven.

## Herzieningen
De laatste herziening van de CPV in 2008 heeft als doel het instrument gebruiksvriendelijker te maken. De nadruk is nu minder op de materialen en meer op de producten komen te liggen. Bovendien werd bij de laatste herziening de hiërarchieke structuur van de lijst beter gestroomlijnd.